# James Taylor (regatista)
James Taylor (Stoke Poges, 6 de enero de 1997) es un deportista británico que compite en vela en la clase 470. Ganó una medalla de bronce en el Campeonato Mundial de 470 de 2021, en la prueba mixta.

## Palmarés internacional
| \| Campeonato Mundial \| Campeonato Mundial \| Campeonato Mundial \| Campeonato Mundial \| \| Año \| Lugar \| Medalla \| Clase \| \| ------------------ \| -------------------- \| ------------------ \| ------------------ \| \| 2021 \| Vilamoura (Portugal) \| Medalla de bronce \| 470 mixto \| |                      |                   |           |
| Campeonato Mundial |                      |                   |           |
| Año | Lugar                | Medalla           | Clase     |
| 2021 | Vilamoura (Portugal) | Medalla de bronce | 470 mixto |